# Memoriale del campo di concentramento di Hailfingen-Tailfingen

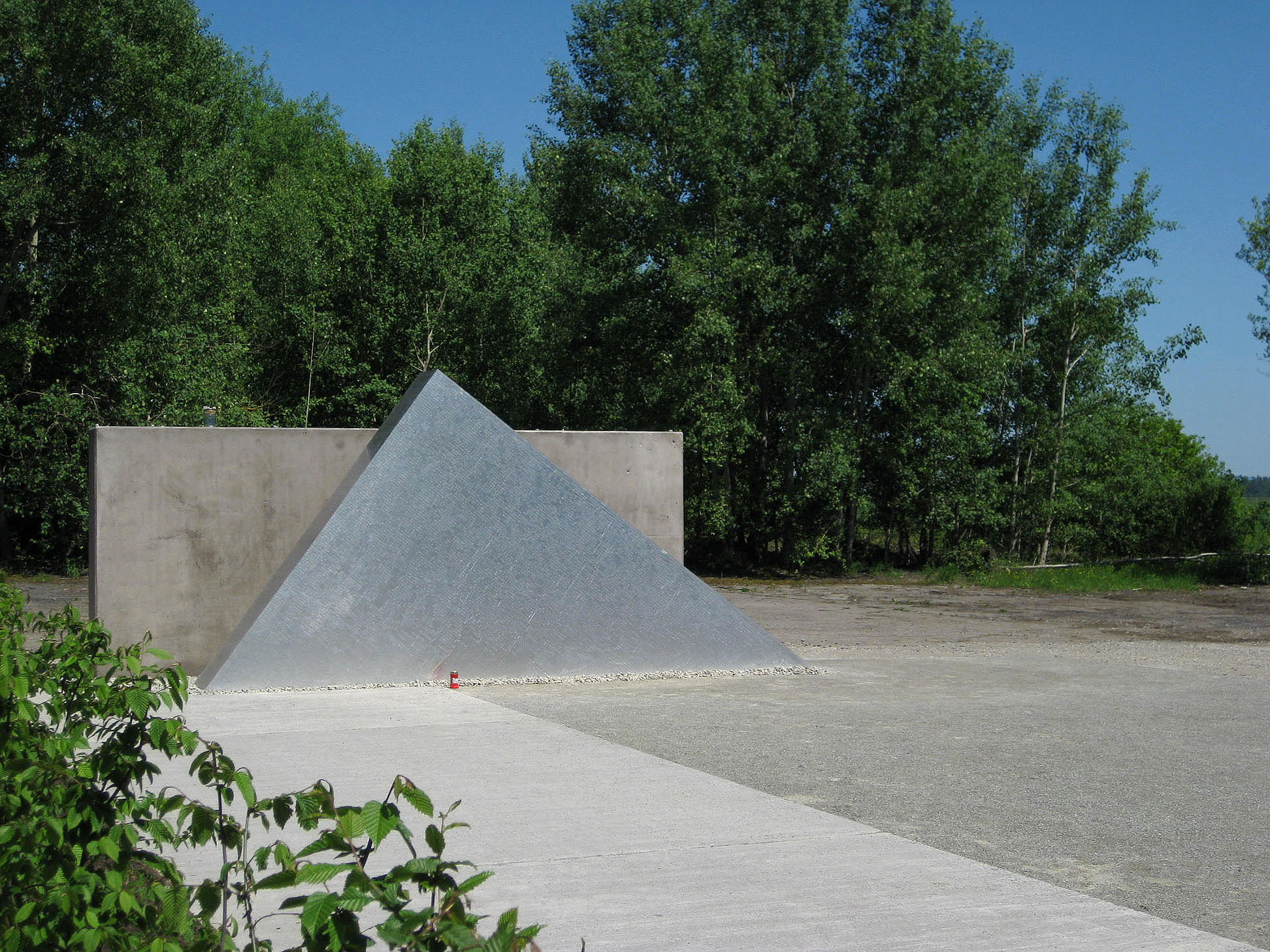
Memoriale del campo di concentramento di Hailfingen-Tailfingen

Il Memoriale del campo di concentramento di Hailfingen-Tailfingen è un progetto congiunto di due comunità: Hailfingen, nel distretto di Rottenburger (regione di Tubinga), e Tailfingen, nel distretto di Gäufeldener (regione di Böblingen).

## Storia
Per una parte della popolazione, il ricordo di quanto accaduto negli ultimi anni della guerra rappresentò qualcosa di traumatico. La gente fu a conoscenza dell'esistenza del campo di concentramento di Hailfingen-Tailfingen e degli eventi che vi accadevano. Tuttavia, per molto tempo gli stessi abitanti e i politici locali si rifiutarono di creare un luogo permanente della memoria. Fino alla metà degli anni '90 non ci fu un reale cambiamento di coscienza; una lapide commemorativa temporanea fu profanata nel 1985. Solo nel 2010 tutte le condizioni necessarie furono soddisfatte e le idee furono organizzate in modo che potesse essere eretto un memoriale del campo di concentramento realizzato in più parti.

## Il memoriale
Nel maggio 2010, nell'ex aeroporto militare, la comunità di Hailfingen eresse un memoriale alle vittime ebree, inaugurato il 6 giugno 2010. Lo scultore Rudolf Kurz creò un triangolo irregolare, alto 2,5 m e di 5 m di base, con barre di alluminio stuccate, in modo da risultare una superficie chiusa. Il triangolo si trova di fronte a un muro di cemento a vista, non trattato, lungo 5 m e alto 2 m, a distanza ravvicinata e sfalsato lateralmente. Vi sono incisi i nomi di tutti i 601 prigionieri del campo, sia sopravvissuti che morti, senza alcun ordine, né alfabetico né per paese di origine. Così il visitatore è portato a leggere l'elenco più lentamente.

## Centro espositivo nel municipio di Tailfinger

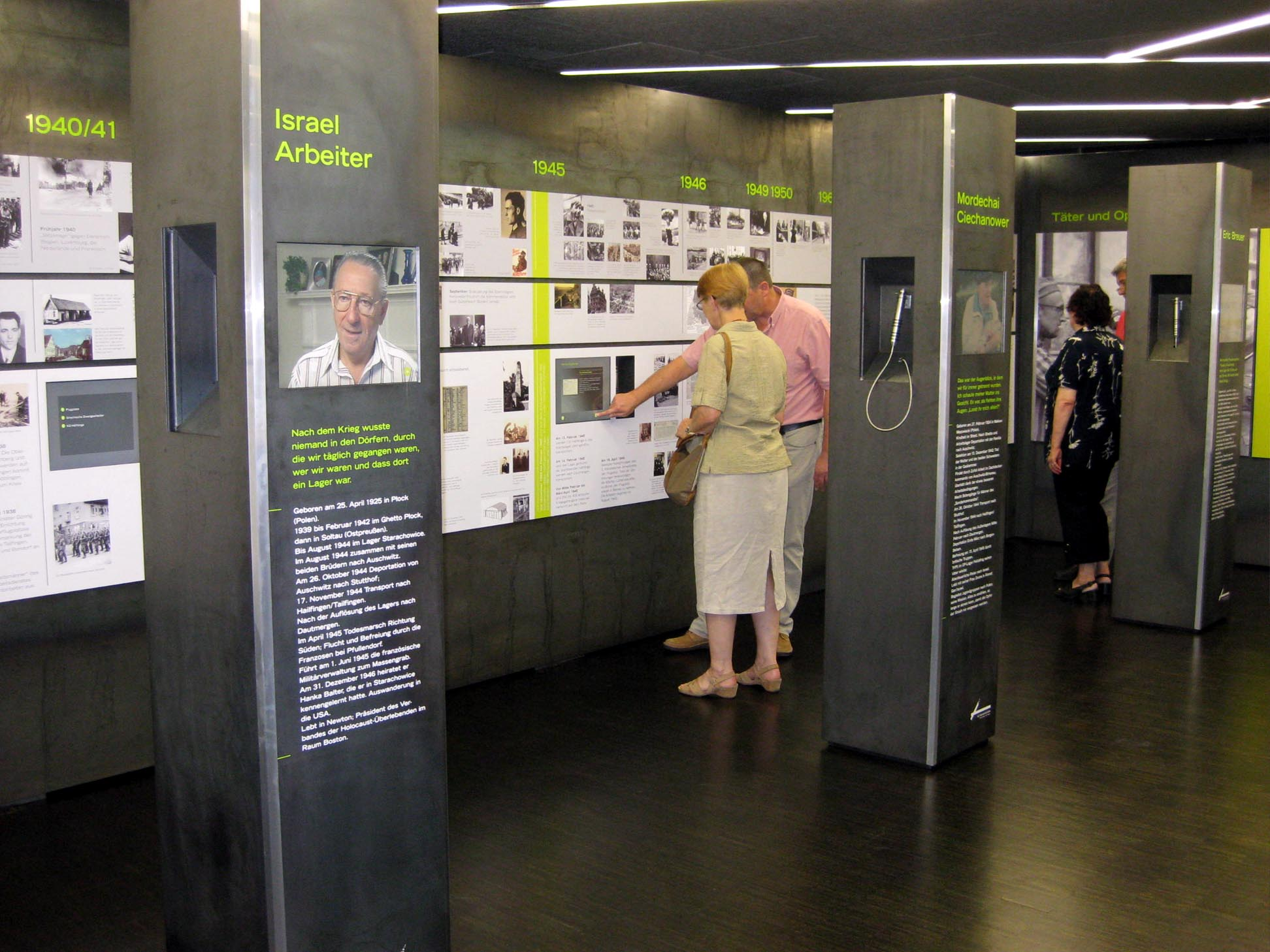
Sala espositiva nel municipio di Tailfinger

L'impulso per la creazione di uno spazio espositivo multimediale al piano terra del municipio di Tailfinger si deve soprattutto alle iniziative private e alle ricerche approfondite di Volker Mall e Harald Roth. È pensato principalmente per le classi scolastiche con alunni dai 14 anni in su. Oltre ai moderni monitor touch-screen, è stata realizzata una tavola cronologica che fa capire la sequenza degli avvenimenti; il panorama aereo dell'aeroporto e dei dintorni è stato ripreso da diverse fotografie aeree scattate negli anni 1944-1945.
Il "Libro dei numeri" elenca i nomi di tutti i prigionieri ebrei, ma l'attenzione si concentra sui destini individuali dei detenuti e sulle testimonianze dei contemporanei della regione di Gäu. L'intera raccolta di documenti digitali può essere utilizzata per la ricerca. L'esposizione è stata progettata per poter essere ampliata in futuro.
Alla fine del 2008 è stato realizzato il documentario Das KZ-Außenlager Hailfingen/Tailfingen di Bernhard Koch in collaborazione con Gegen Vergessen - Für Demokratie.

## Cimitero di Tailfingen

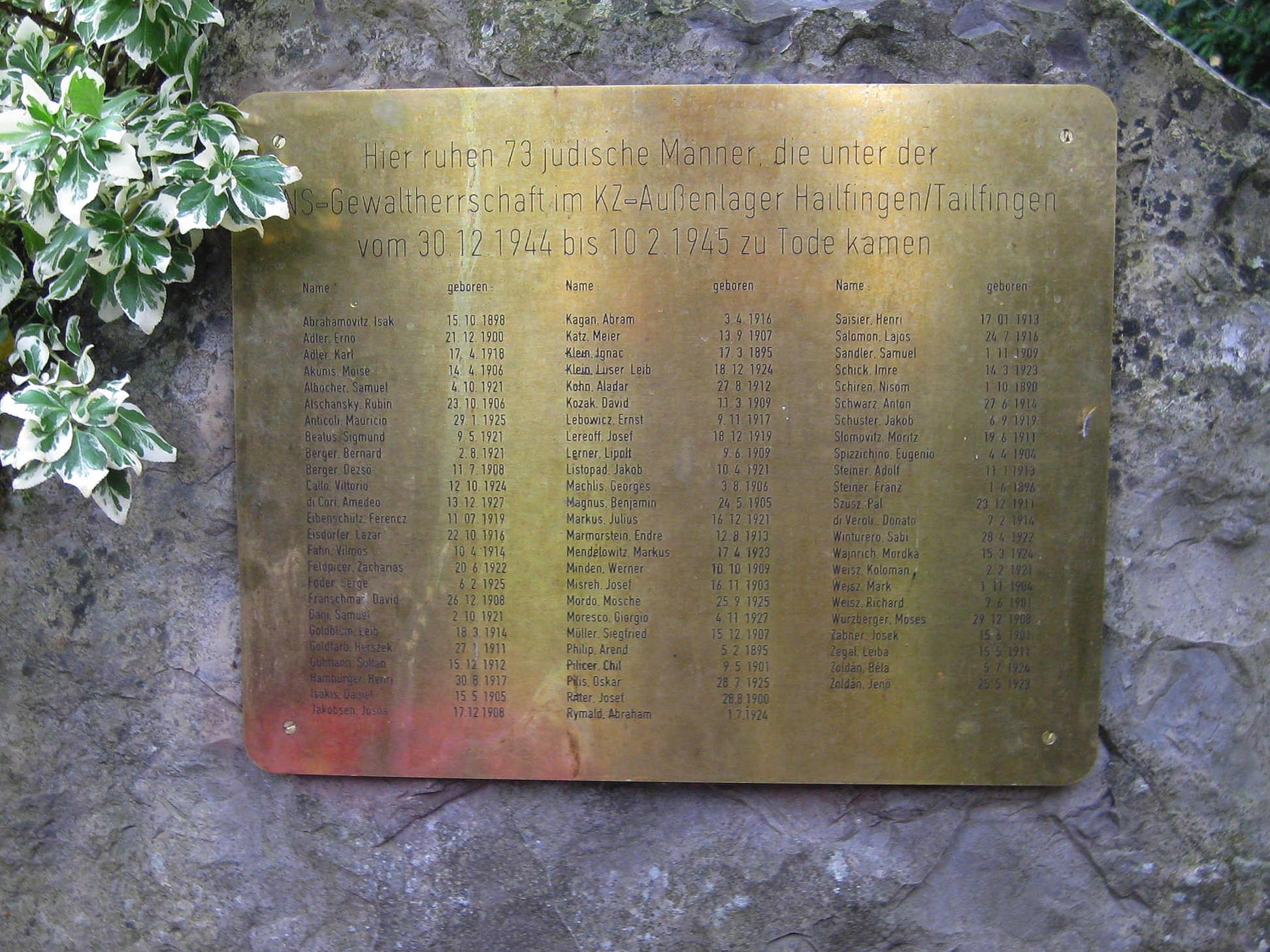
Targa commemorativa nel cimitero di Tailfinger

Il 2 giugno 1945 dalla fossa comune del campo di concentramento furono recuperati i corpi, sepolti poi nel cimitero di Tailfinger. Su una croce di legno è inciso:"Qui riposano i 72 prigionieri sconosciuti dei campi di concentramento".
Negli anni '60 i figli di Ignac Klein eressero una lapide. Nel 1986 dalla comunità locale e dalla comunità ebraica del Württemberg furono poste altre targhe commemorative presso il cimitero di Tailfinger in occasione di un servizio funebre per le vittime del campo. Come parte del memoriale, nel 2010 fu aggiunta una targa con i nomi dei sepolti.

## Percorso commemorativo
Il percorso commemorativo comprende anche l'ex cava di Reusten, dove molti dei prigionieri venivano mandati ogni giorno ai lavori forzati. Uno dei carri ribaltabili in uso all'epoca fu allestito come futura memoria.

## Associazioni di luoghi commemorativi
Il memoriale fa parte della rete dei memoriali di Gäu-Neckar-Alb e della rete dei memoriali di Natzweiler nell'ex complesso del campo di concentramento.